# M67 (astronomia)
M 67 (conosciuto anche come Messier 67 o NGC 2682) è un ammasso aperto visibile nella costellazione del Cancro. A causa della sua età molto avanzata, insolita per questo genere di oggetti e stimata sui 3,2 miliardi di anni, è oggetto di diversi studi da parte degli scienziati.
L'ammasso fu scoperto probabilmente da Johann Gottfried Koehler in una data anteriore al 1779; Messier lo descrisse come un ammasso di piccole stelle con qualche nebulosità.

## Osservazione

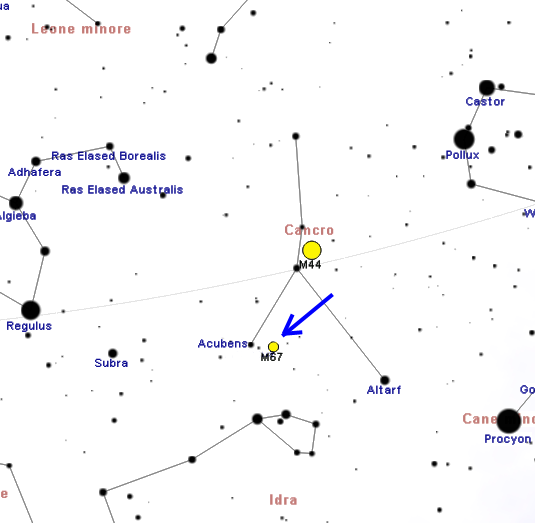
Carta per individuare M67.

M67 è un ammasso relativamente esteso e facile da individuare, grazie alla presenza della stella Acubens (α Cancri) poco più ad est; si individua nella parte meridionale della costellazione del Cancro, circa 9° a sud del brillante ammasso del Presepe. L'oggetto si trova nell'emisfero boreale, ad una distanza di poco superiore agli 11° dall'equatore celeste, risultando perciò visibile da entrambi gli emisferi con gran facilità; il periodo migliore per la sua osservazione ricade fra i mesi di gennaio e giugno.
La sua luminosità totale fa sì che si trovi al limite estremo della visibilità ad occhio nudo e soltanto nelle notti più limpide e con calma atmosferica, pertanto un semplice binocolo 7x30 è già sufficiente per individuarlo; tuttavia attraverso questo strumento si presenta come una chiazza di natura nebulare, con qualche stellina nel mezzo. Per poter risolvere la gran parte delle componenti occorre dunque un telescopio, anche di medio-piccole dimensioni: uno strumento da 120-140mm di apertura è adatto a individuare decine di componenti, tutte di un colore tendente al giallastro. Con strumenti da 200mm e oltre la visione è ottimale e l'oggetto appare perfettamente risolto in stelle senza traccia di nebulosità.

## Storia delle osservazioni
Il primo a osservare M67 sembra sia stato o Johann Gottfried Koehler, nel 1779, o lo stesso Charles Messier, che ne fornisce nel 1780 pure una breve descrizione, indicandolo come un ammasso di stelle molto piccole frammiste a nebulosità; a risolverlo completamente fu però William Herschel nel 1783, che lo indica come privo di alcuna nebulosità e facile da osservare anche con un piccolo telescopio. Anche l'ammiraglio Smith lo osserva e lo descrive come un ammasso sparso di deboli stelle principalmente di nona e decima magnitudine.

## Caratteristiche

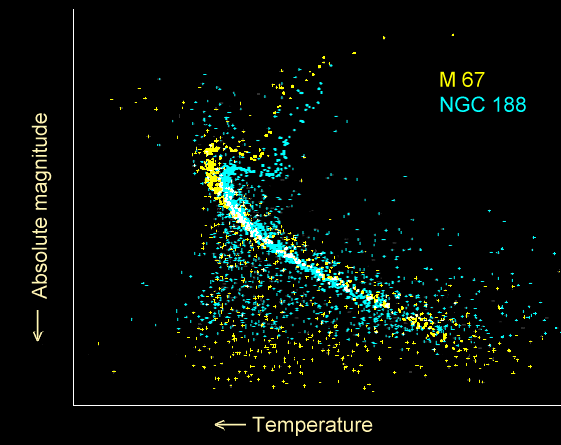
Diagramma H-R costruito sulle stelle appartenenti agli ammassi M67 (in giallo) e NGC 188 (in celeste).

M67 è l'ammasso antico più vicino conosciuto ed è diventato un esempio standard per studiare l'evoluzione stellare; pur non essendo il più antico conosciuto riveste un ruolo importante per via della sua facilità di osservazione, dato che non appare minimamente oscurato dalle polveri interstellari. Appare come un ammasso molto compatto, il cui nucleo centrale ha un diametro di circa 15', si estende per circa 12 anni luce. Dalla sua velocità radiale, 32,30 km/s, si deduce che M67 si sta allontanando dalla Terra alla velocità di 116.280 km/h: questa velocità deriva dalla combinazione della sua velocità orbitale attorno al nucleo della Via Lattea più la velocità propria del Sole e della Terra. Con un'età stimata di 3,2 miliardi di anni (ma ulteriori studi lo datano anche a 4 miliardi di anni), è uno dei più antichi ammassi conosciuti. È stato stimato che M67, come ammasso, esisterà circa per altri 5 miliardi di anni.
M67 contiene approssimativamente 500 componenti, tra cui 11 luminose giganti di tipo spettrale K con magnitudine assoluta da +0.5 a +1,5; appaiono anche delle strane stelle, situate in prossimità della parte blu della sequenza principale, rappresentative della categoria delle cosiddette blue stragglers, la più luminosa delle quali è di classe spettrale B8 o B9 e di magnitudine apparente 10. Inoltre M67 contiene 200 nane bianche e 100 stelle simili al nostro Sole. Per il fatto di contenere molte stelle e di diverso tipo, l'ammasso M67 è stato intensamente studiato: Shapley (1917) realizzò i primi studi sul suo colore e la sua magnitudine, Barnard (1931) misurò la posizione delle sue principali componenti (per determinarne i movimenti), Popper (1954) lo spettro delle sue stelle più brillanti, mentre Johnson e Sandage (1955) elaborarono il primo preciso diagramma H-R di circa 500 stelle, ricavandone la loro età e il loro stato di evoluzione.
L'ammasso non possiede stelle di sequenza principale di classi più calde della classe F, ad eccezione delle già citate blue stragglers, dato che le stelle più luminose di quell'età hanno già lasciato la fase di sequenza principale. In effetti, una volta posizionate le sue componenti nel diagramma H-R, c'è un netto cambio che rappresenta le stelle che hanno già terminato la fusione dell'idrogeno nel loro nucleo per evolvere verso lo stadio di gigante rossa. Col passare dei milioni di anni questo cambio si sposterà progressivamente in basso lungo la sequenza principale.
Nel 2006 è stata scoperta nell'ammasso la presenza di 25 sorgenti di raggi X, la maggioranza di questi sono stelle binarie interagenti (probabilmente del tipo RS CVn), con un periodo orbitale di 10 giorno o meno.
Nella sua parte sud, praticamente nella zona occidentale, appare un gruppo di nove stelle conosciuto con il nome di Dipper: questo ha la forma di una piccola cometa con la coda curva; una delle sue stelle componenti è la variabile S 999. Alcune di queste stelle sono facilmente visibili con telescopi amatoriali dotati di camera CCD.

## Sottogruppi

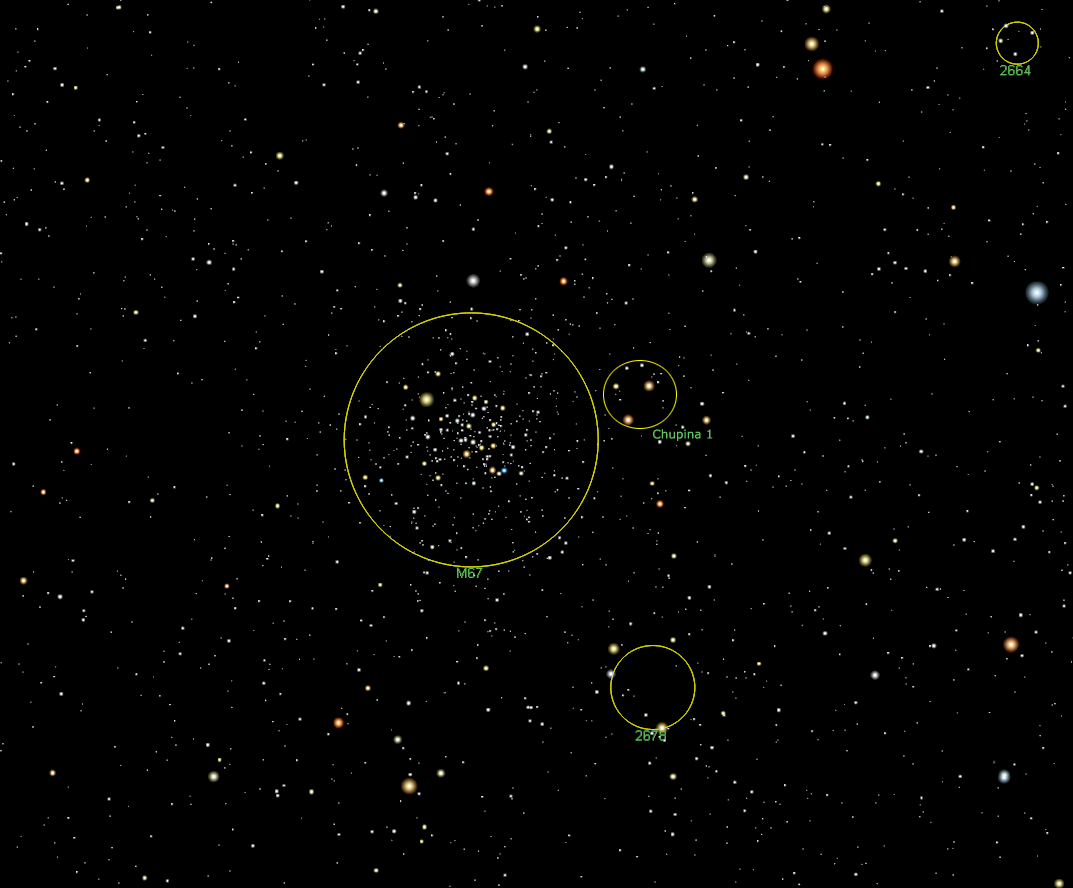
L'alone di M67, con in evidenza i suoi sottogruppi.

Attorno a M67 sono stati notati e catalogati nel corso del tempo alcuni addensamenti stellari, che sono stati indicati come ammassi aperti a sé stanti. La reale esistenza di questi ammassi come oggetti indipendenti è stata in seguito messa in dubbio.

### NGC 2678
A breve distanza da M67 è presente un enigmatico ammasso stellare poco concentrato noto come NGC 2678; esso è formato visualmente da 16 stelle, fra le quali sono comprese alcune componenti di ottava e nona magnitudine. Uno studio del 2010 ha cercato di definire quest'oggetto: secondo gli studiosi le stelle che sono state classificate come membri dell'ammasso farebbero in realtà parte di una popolazione distaccata di M67, mentre le componenti più brillanti, che dovrebbero definire visualmente l'ammasso, sono in realtà astri distinti. Ciò comporterebbe che NGC 2678 non esista come oggetto indipendente, ma sia semplicemente una sorta di "appendice" di M67.

### Chupina 1
Uno studio del 1998 che ha preso in esame gli addensamenti stellari nell'alone di M67 ha permesso di identificare alcuni sottogruppi formati da stelle disperse che una volta appartenevano all'ammasso; fra questi è stato scoperto un gruppo di stelle costituenti un reale addensamento, che occupano la medesima regione di spazio e condividono uno stesso moto proprio; questo nuovo oggetto è stato catalogato come Chupina 1. Ciò apre un interrogativo su come esso si sia formato, ossia se si è generato all'inizio dell'evoluzione di M67, durante l'evoluzione oppure all'interno dell'alone stesso di M67 una volta che queste stelle si sono distaccate dal corpo centrale dell'ammasso.

### Libri
- (EN) Stephen James O'Meara, Deep Sky Companions: The Messier Objects, Cambridge University Press, 1998, ISBN 0-521-55332-6.

### Carte celesti
- Toshimi Taki, Taki's 8.5 Magnitude Star Atlas, su geocities.jp, 2005. URL consultato il 7 novembre 2010 (archiviato dall'url originale il 5 novembre 2018). - Atlante celeste liberamente scaricabile in formato PDF.
- Tirion, Rappaport, Lovi, Uranometria 2000.0 - Volume I - The Northern Hemisphere to -6°, Richmond, Virginia, USA, Willmann-Bell, inc., 1987, ISBN 0-943396-14-X.
- Tirion, Sinnott, Sky Atlas 2000.0, 2ª ed., Cambridge, USA, Cambridge University Press, 1998, ISBN 0-933346-90-5.
- Tirion, The Cambridge Star Atlas 2000.0, 3ª ed., Cambridge, USA, Cambridge University Press, 2001, ISBN 0-521-80084-6.